# Philomath (Oregon)
Pour les articles homonymes, voir Philomath.
Philomath est une municipalité américaine située dans le comté de Benton en Oregon. Lors du recensement de 2010, sa population est de 4 584 habitants. 
Située dans la vallée de la Willamette, à quelques kilomètres de Corvallis, la municipalité s'étend sur 2,05 milles carrés (5,31 km2), dont 0,19 milles carrés (0,49 km2) d'étendues d'eau.
La ville doit son nom au Philomath College, qui y est fondé en 1865 par la United Brethren Church. Philomath signifie « amoureux de l'apprentissage » en grec. C'est autour de cette école, fermée en 1929, que la ville s'est créée puis développée. Elle devient une municipalité en octobre 1882.